# Jaume Trias Grau
Jaume Trias Grau "Norat" (Pòrtol, 31 de desembre de 1916 - Santa Eulària del Riu, 2003) fou un resistent antifeixista mallorquí.

## Biografia
Milità des dels 17 anys en la Unió General de Treballadors (UGT) i en les Joventuts Socialistes Unificades (JSU) a Santa Maria del Camí. El seu pare era membre del partit comunista.
El 28 de juliol de 1936 va fugir cap a la muntanya amb el seu pare, Honorat Trias Gama "Norat" (Pòrtol, 1891-Santa Eulària del Riu, 1981), per salvar la vida davant l'evidència que serien assassinats pels falangistes. La seva fuita es va allargar fins a les darreries de l'any 1949. Al llarg d'aquest període visqueren a la zona muntanyosa que comprèn els termes municipals de Bunyola, Santa Maria i Alaró, encara que, perseguits per escamots de falangistes, sovint es mogueren en direcció a les muntanyes de Lluc i el Tomir o, en sentit invers, cap al Teix i el Galatzó. Comptaren amb el suport d'algunes famílies de Bunyola, Santa Maria i Palma, que els proporcionaven aliments o informació. Anaven armats i, encara que la seva principal preocupació fou evitar ser capturats, en algunes ocasions mantingueren topades amb els seus perseguidors.
A finals de 1949 fugiren amb una barcada que partí de s'Arenal i s'establiren a Alger. Des de 1961, Jaume i Honorat Trias residiren a Santa Eulària del Riu (Eivissa).

## Memòria i reconeixements
L'any 1982 se celebrà un acte de reconeixement de Jaume Trias a Santa Maria (el seu pare havia mort el 1981). El 15 de febrer de l'any 2017 IB3 Televisió projectà el documental "Desconeguts. Els Norats, la presó de Coanegra", basat en el llibre "Muntanyes de Coanegra" de Mateu Morro. El 8 d'abril del 2017 se'ls va fer un homenatge a Baix des Puig (Bunyola), en el qual es va col·locar una placa de reconeixement que feia referència al suport obtingut pels "Norats" en aquest llogaret.